# Francine Sandberg
Pour les articles homonymes, voir Sandberg.
Francine Sandberg est une monteuse française.

## Filmographie sélective
- 1977 : News from Home de Chantal Akerman
- 1978 : Les Rendez-vous d'Anna de Chantal Akerman
- 1985 : Les Années 80 de Chantal Akerman
- 1986 : Golden Eighties de Chantal Akerman
- 1989 : Les Patients de Claire Simon
- 1989 : Migraine de Nicolas Philibert (court métrage)
- 1990 : Eden Miseria de Christine Laurent
- 1991 : Riens du tout de Cédric Klapisch
- 1991 : Nuit et Jour de Chantal Akerman
- 1994 : Le Péril jeune de Cédric Klapisch
- 1996 : Chacun cherche son chat de Cédric Klapisch
- 1997 : Je ne vois pas ce qu'on me trouve de Christian Vincent
- 1998 : Carnavallée d'Aline Ahond
- 1999 : Peut-être de Cédric Klapisch
- 2000 : Sauve-moi de Christian Vincent
- 2002 : L'Auberge espagnole de Cédric Klapisch
- 2003 : Je reste ! de Diane Kurys
- 2005 : Michou d'Auber de Thomas Gilou
- 2005 : Les Poupées russes de Cédric Klapisch
- 2008 : Paris de Cédric Klapisch
- 2010 : Les Invités de mon père de Anne Le Ny
- 2011 : Ma part du gâteau de Cédric Klapisch

## Nominations
- 2003 : César du meilleur montage pour L'Auberge espagnole
- 2005 : César du meilleur montage pour Les Poupées russes
- 2009 : César du meilleur montage pour Paris